# Velika nagrada Albija 1949
Velika nagrada Albija 1949 je bila enajsta dirka za Veliko nagrado v Sezoni Velikih nagrad 1949. Odvijala se je 10. julija 1949 v mestu Albi. 

## Rezultati

### Finale
| Poz | Dirkač                  | Moštvo                       | Dirkalnik        | Krogi | Čas/Odstop |
| --- | ----------------------- | ---------------------------- | ---------------- | ----- | ---------- |
| 1   | Juan Manuel Fangio      | Officine Alfieri Maserati    | Maserati 4CLT    | 34    | 1:54:38.6  |
| 2   | Princ Bira              | Enrico Platé                 | Maserati 4CLT    | 34    | 1:57:17.6  |
| 3   | Louis Rosier            | Ecurie Rosier                | Talbot-Lago T26C | 33    | +1 krog    |
| 4   | Emmanuel de Graffenried | Privatnik                    | Maserati 4CLT    | 33    | +1 krog    |
| 5   | Guy Mairesse            | Privatnik                    | Talbot-Lago T26C | 32    | +2 kroga   |
| 6   | Raymond Sommer          | Automobiles Talbot Darracq   | Talbot-Lago T26C | 31    | +3 krogi   |
| 7   | Leslie Brooke           | T.A.S.O. Mathieson           | Maserati 4CLT    | 31    | +3 krogi   |
| 8   | David Murray            | Privatnik                    | Maserati 4CL     | 30    | +4 krogi   |
| 9   | »Raph«                  | Privatnik                    | Delahaye 135CS   | 28    | +6 krogov  |
| Ods | Giuseppe Farina         | Officine Alfieri Maserati    | Maserati 4CLT    | 0     |            |
| Ods | Benedicto Campos        | Privatnik                    | Maserati 4CLT    | 0     |            |
| Ods | Harry Schell            | Horschell Racing Corporation | Talbot-Lago T26C | 0     |            |
| Ods | Johnny Claes            | Privatnik                    | Talbot-Lago T26C | 0     |            |

- Najboljši štartni položaj: Juan Manuel Fangio
- Najhitrejši krog: Juan Manuel Fangio - 3:14.4